# Notolychnus valdiviae
Notolychnus valdiviae är en fiskart som först beskrevs av Brauer, 1904.  Notolychnus valdiviae ingår i släktet Notolychnus och familjen prickfiskar. Inga underarter finns listade i Catalogue of Life.